# Temporada 1976-77 de los Golden State Warriors
La temporada 1976-77 fue la trigésimo primera de los Warriors en la NBA, y la decimoquinta en el Área de la Bahía de San Francisco, a donde llegaron procedentes de Filadelfia, y la sexta en la ciudad de Oakland con la denominación de Golden State Warriors. La temporada regular acabó con 46 victorias y 36 derrotas, acabando en la cuarta posición de la Conferencia Oeste, clasificándose para los playoffs, en los que cayeron en las semifinales de conferencia ante Los Angeles Lakers.

## Elecciones en elDraft
| Ronda | Puesto | Jugador         | Posición | Nacionalidad   | Universidad        |
| ----- | ------ | --------------- | -------- | -------------- | ------------------ |
| 1     | 8      | Robert Parish   | Pívot    | Estados Unidos | Centenary          |
| 1     | 17     | Sonny Parker    | Alero    | Estados Unidos | Texas A&M          |
| 2     | 34     | Marshall Rogers | Base     | Estados Unidos | Texas-Pan American |

## Temporada regular
| División Pacífico        | División Pacífico | División Pacífico | División Pacífico | División Pacífico | División Pacífico | División Pacífico | División Pacífico | División Pacífico |
| Equipo                   | G                 | P                 | %                 | PD                | Casa              | Fuera             | Div               |                   |
| ------------------------ | ----------------- | ----------------- | ----------------- | ----------------- | ----------------- | ----------------- | ----------------- | ----------------- |
| y-Los Angeles Lakers     | 53                | 29                | .646              | –                 | 37–4              | 16–25             | 11–5              |                   |
| x-Portland Trail Blazers | 49                | 33                | .598              | 4                 | 35–6              | 14–27             | 10–6              |                   |
| x-Golden State Warriors  | 46                | 36                | .561              | 7                 | 29–12             | 17–24             | 8–8               |                   |
| Seattle SuperSonics      | 40                | 42                | .488              | 13                | 27–14             | 13–28             | 6–10              |                   |
| Phoenix Suns             | 34                | 48                | .415              | 19                | 26–15             | 8–33              | 5–11              |                   |

## Playoffs

### Primera ronda
Golden State Warriors vs. Detroit Pistons 
| Fecha       | Partido                                        | Ciudad  |
| ----------- | ---------------------------------------------- | ------- |
| 12 de abril | Golden State Warriors 90, Detroit Pistons 95   | Oakland |
| 14 de abril | Detroit Pistons 108, Golden State Warriors 138 | Detroit |
| 17 de abril | Golden State Warriors 109, Detroit Pistons 101 | Oakland |
|             | Golden State Warriors gana las series 2-1      |         |

### Semifinales de Conferencia
Los Angeles Lakers vs. Golden State Warriors 
| Fecha       | Partido                                           | Ciudad      |
| ----------- | ------------------------------------------------- | ----------- |
| 20 de abril | Los Angeles Lakers 115, Golden State Warriors 106 | Los Ángeles |
| 22 de abril | Los Angeles Lakers 95, Golden State Warriors 86   | Los Ángeles |
| 24 de abril | Golden State Warriors 109, Los Angeles Lakers 105 | Oakland     |
| 26 de abril | Golden State Warriors 114, Los Angeles Lakers 103 | Oakland     |
| 29 de abril | Los Angeles Lakers 112, Golden State Warriors 105 | Los Ángeles |
| 1 de mayo   | Golden State Warriors 115, Los Angeles Lakers 106 | Oakland     |
| 4 de mayo   | Los Angeles Lakers 97, Golden State Warriors 84   | Los Ángeles |
|             | Los Angeles Lakers gana las series 4-3            |             |

## Estadísticas
| Rk | Jugador         | Edad | P  | PT | MP   | TC  | TCI  | %TC  | TL  | TLI | %TL  | RO  | RD  | RT  | AS  | RB  | TAP | BP | FP  | PTS  |
| -- | --------------- | ---- | -- | -- | ---- | --- | ---- | ---- | --- | --- | ---- | --- | --- | --- | --- | --- | --- | -- | --- | ---- |
| 1  | Rick Barry      | 32   | 79 |    | 36.8 | 8.6 | 19.6 | .440 | 4.5 | 5.0 | .916 | 0.9 | 4.4 | 5.3 | 6.0 | 2.2 | 0.7 |    | 2.5 | 21.8 |
| 2  | Phil Smith      | 24   | 82 |    | 35.1 | 7.7 | 16.1 | .479 | 3.6 | 4.6 | .785 | 1.2 | 2.8 | 4.0 | 4.0 | 1.2 | 0.4 |    | 2.8 | 19.0 |
| 3  | Jamaal Wilkes   | 23   | 76 |    | 33.9 | 7.2 | 15.1 | .478 | 3.3 | 4.1 | .797 | 2.0 | 5.6 | 7.6 | 2.8 | 1.7 | 0.2 |    | 2.9 | 17.7 |
| 4  | Clifford Ray    | 28   | 77 |    | 26.2 | 3.4 | 5.8  | .584 | 1.4 | 2.6 | .528 | 2.6 | 5.4 | 8.0 | 1.5 | 1.0 | 1.1 |    | 3.1 | 8.2  |
| 5  | Gus Williams    | 23   | 82 |    | 23.5 | 4.0 | 8.5  | .464 | 1.4 | 1.8 | .747 | 0.9 | 2.0 | 2.8 | 3.6 | 1.5 | 0.2 |    | 2.7 | 9.3  |
| 6  | Charles Dudley  | 26   | 79 |    | 21.3 | 2.8 | 5.3  | .523 | 1.6 | 2.6 | .635 | 1.5 | 2.2 | 3.7 | 4.4 | 0.8 | 0.1 |    | 2.1 | 7.2  |
| 7  | Robert Parish   | 23   | 77 |    | 18.0 | 3.7 | 7.4  | .503 | 1.6 | 2.2 | .708 | 2.6 | 4.4 | 7.1 | 1.0 | 0.7 | 1.2 |    | 2.9 | 9.1  |
| 8  | Derrek Dickey   | 25   | 49 |    | 17.5 | 3.2 | 7.0  | .458 | 0.9 | 1.2 | .738 | 2.0 | 2.9 | 4.9 | 1.3 | 0.4 | 0.2 |    | 2.1 | 7.4  |
| 9  | Dwight Davis    | 27   | 33 |    | 16.7 | 1.7 | 3.8  | .444 | 1.5 | 2.2 | .681 | 1.0 | 1.8 | 2.9 | 0.9 | 0.3 | 0.2 |    | 2.8 | 4.8  |
| 10 | George Johnson  | 28   | 39 |    | 15.3 | 1.9 | 3.8  | .487 | 0.6 | 0.8 | .806 | 2.2 | 3.2 | 5.4 | 0.7 | 0.4 | 1.9 |    | 2.7 | 4.4  |
| 11 | Charles Johnson | 27   | 79 |    | 15.1 | 3.2 | 7.4  | .437 | 0.6 | 0.9 | .710 | 0.6 | 1.2 | 1.8 | 1.2 | 1.0 | 0.1 |    | 1.7 | 7.1  |
| 12 | Sonny Parker    | 21   | 65 |    | 13.7 | 2.4 | 4.5  | .527 | 1.1 | 1.4 | .772 | 1.3 | 1.4 | 2.7 | 0.9 | 0.8 | 0.4 |    | 1.2 | 5.8  |
| 13 | Larry McNeill   | 26   | 16 |    | 8.6  | 1.8 | 3.8  | .475 | 1.8 | 1.9 | .903 | 1.1 | 1.9 | 3.1 | 0.2 | 0.4 | 0.1 |    | 1.2 | 5.4  |
| 14 | Marshall Rogers | 23   | 26 |    | 6.8  | 1.7 | 4.5  | .371 | 0.5 | 0.6 | .933 | 0.2 | 0.2 | 0.4 | 0.4 | 0.3 | 0.1 |    | 1.3 | 3.8  |

## Galardones y récords
| Jugador       | Galardón                               |
| Jamaal Wilkes | 2.º Mejor quinteto defensivo de la NBA |
| Rick Barry    | All-Star                               |